# Delator
Delator (z łac. delatio = wnoszenie, przynoszenie, dostarczanie) – w starożytnym Rzymie był to donosiciel, a następnie oskarżyciel publiczny. W czasach wczesnej republiki rzymskiej delator wykonywał swój proceder bezinteresownie, traktując to jako swój obywatelski obowiązek, jednak z czasem, a zwłaszcza w okresie cesarstwa, gdy funkcjonowało tzw. "prawo o obrazie majestatu", delator stał się płatnym donosicielem – denuncjatorem. Za Tyberiusza (w I w. n.e.) fałszywe oskarżenia stały się źródłem zdobywania przez delatorów oraz ich mocodawców olbrzymich fortun, ponieważ delatorzy otrzymywali nagrodę zwykle w postaci części majątku oskarżonego.